# البی، کالابریا
البی، کالابریا (به ایتالیایی: Albi, Calabria) یک سکونتگاه مسکونی در ایتالیا است که در استان کاتانزارو واقع شده‌است.

## خصوصیات
البی ۲۸ کیلومترمربع مساحت و ۱٬۱۰۵ نفر جمعیت دارد و ۷۷۸ متر بالاتر از سطح دریا واقع شده‌است.